# S.C. Johnson
S.C. Johnson & Son, Inc., conosciuta semplicemente come S.C. Johnson, è una società multinazionale statunitense produttrice di prodotti chimici e per la cura della casa con sede a Racine in Wisconsin.
Nel 2020, S.C. Johnson contava circa 13.000 impiegati e ha registrato un fatturato di circa 10,5 miliardi di dollari.
Il presidente e amministratore delegato dal 2004 di S.C. Johnson è Herbert Fisk Johnson III, quinta generazione della famiglia Johnson a capo dell'azienda.

## Storia

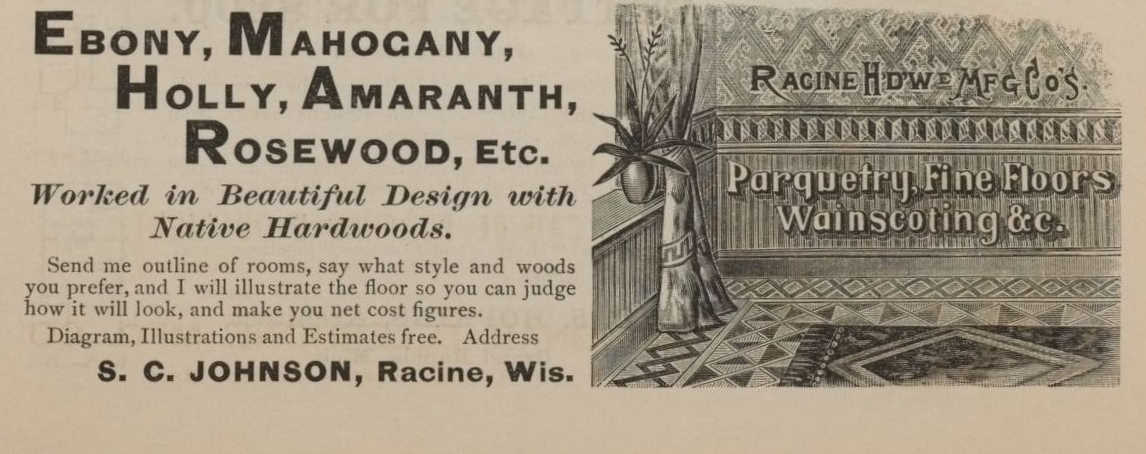
Una pubblicità di S.C. Johnson sul giornale "The Century Illustrated Monthly Magazine" del novembre 1889

Nel 1886, Samuel Curtis Johnson acquistò la divisione dei pavimenti in parquet della Racine Hardware Manufacturing Company e chiamò la sua nuova attività, una delle attività a conduzione familiare più antiche degli Stati Uniti, S.C. Johnson & Son. Il prodotto di punta di allora era il pavimento in parquet a cui, successivamente, si aggiunsero le varie cere per la cura del pavimento. 
Sotto Herbert Fisk Johnson, l'azienda si espanse in tutto il mondo, fondando nel 1914 la prima filiale in Regno Unito. 
Con il successo ottenuto, nel 1917, Herbert Fisk Johnson riuscì a dare ai suoi dipendenti un totale di 35.000 $. Nel 1932, S.C. Johnson introdusse Johnson's Glo-Coat e il successo di quest'ultimo rafforzò l'azienda durante la Grande Depressione. 
Dall'aprile 1935, S.C. Johnson iniziò a sponsorizzare molti programmi radiofonici e televisivi negli Stati Uniti.

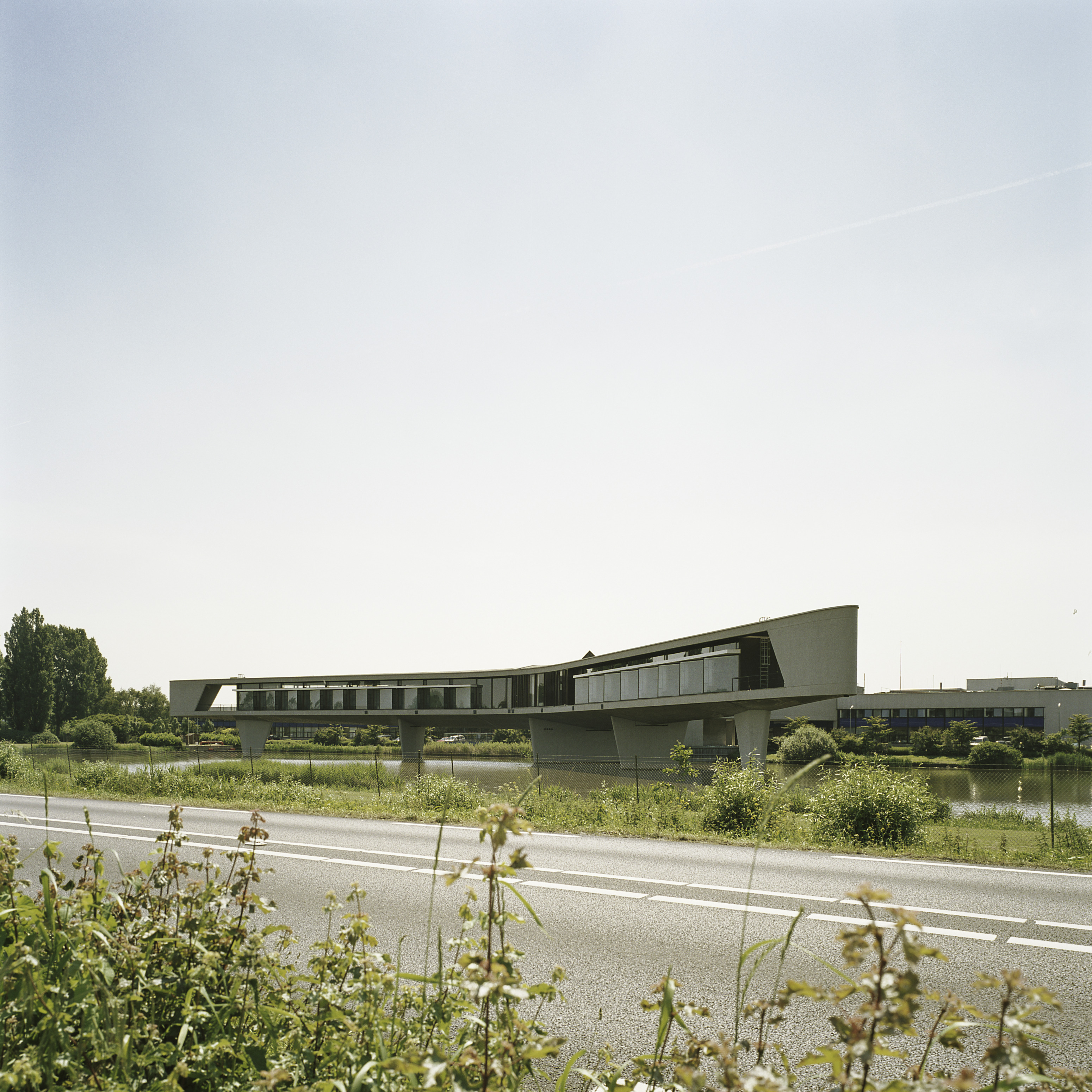
Johnson Wax Headquarters

Nell'aprile 1939, fu aperto l'edificio di amministrazione di S.C. Johnson, progettato dall'architetto Frank Lloyd Wright. La Research Tower, aggiunta all'edificio di amministrazione, fu aperta nel 1950. Nel 1974, la sede principale di S.C. Johnson fu nominata monumento storico nazionale. Il lancio di Raid House & Garden Killer nel 1955 ha segnato l'inizio dell'allontanamento dell'azienda dai prodotti a base di cera.
Negli anni successivi, Sam Johnson, leader di quarta generazione, ha introdotto alcuni dei marchi più famosi dell'azienda: Glade, OFF! e Pledge (Pronto in Italia).
Nell'aprile 2018, l'azienda ha aggiornato lo slogan da "A Family Company" (utilizzato dal 1998) a "A Family Company at Work for a Better World".

## Programmi radiofonici e televisivi statunitensi sponsorizzati
I programmi radiofonici e televisivi statunitensi sponsorizzati da S.C. Johnson sono:
- Fibber McGee and Molly su NBC Red Network e NBC Blue (programma andato in onda dal 1935 al 1959)
- The Name's the Same su ABC (programma andato in onda dal 1951 al 1955)
- Robert Montgomery Presents su NBC (programma andato in onda dal 1950 al 1957)
- The Red Skeleton Show su CBS (programma andato in onda dal 1951 al 1971)

## Marchi presenti in Italia

### Deodoranti per l'ambiente
- Glade
- Oust

### Pulizia della casa
- Shout
- Duck
- Mr Muscle
- Pronto

### Disinfestazione
- Autan
- Baygon
- OFF!
- Raid

### Cura delle scarpe
- Kiwi